# Laura Netzel
Laura Constanza Netzel (nacida Pistolekors; Rantasalmi, Finlandia, 1 de marzo de 1839-Estocolmo,10 de febrero de 1927) fue una compositora, pianista, directora de orquesta y organizadora de conciertos sueca, que a veces utilizaba el seudónimo de N. Lago.

## Biografía
Nació en Rantasalmi, Finlandia, y estuvo orgullosa de su herencia finlandesa durante toda su vida, a pesar de que solo tenía un año cuando se mudó definitivamente a Estocolmo. Netzel estudió piano con Mauritz Gisiko y Anton Door, canto con Julius Günther y composición con Wilhelm Heinze en Estocolmo y Charles-Marie Widor en Francia.
Debutó como pianista a los 17 años y actuó en Estocolmo durante unos 40 años. Comenzó a componer durante la década de 1880 para recaudar dinero para hospitales para mujeres y niños sin hogar. Durante las décadas de 1890 y 1900 organizó regularmente 'conciertos baratos para trabajadores' en Estocolmo, que fueron muy elogiados. Bajo el seudónimo de Lago, compuso unas 70 obras (incluidas cinco para coro, tres tríos para piano, 11 obras para violín y piano, ocho para piano y una para órgano, y unas 40 canciones).
En 1866 se casó con el profesor Wilhelm Netzel del Instituto Karolinska. 
Murió en Estocolmo en 1927.

## Obras seleccionada
Trabajos seleccionados

### Obras orquestales
- Fantaisie pour orchestre, op. 77, a un texto del rey Oscar II (1903)
- Concierto para violín, op. 83
- Concierto para piano, op. 84

### Música de cámara
- Berceuse et Tarentelle para violín y piano, op. 28 (publicado por última vez en 1892)
- Suite en la menor para flauta y piano, op. 33
- Tarantela en la menor para violín y piano, op. 33 (1896)
- Humoresque en fa mayor para violín y piano, op. 37 (a más tardar en 1896)
- Romance en mi mayor para violín y piano u órgano, op. 38
- Romance en La mayor para violín y piano, op. 40 (último 1896)
- Andante religioso en re mayor para violín y piano, op. 48 (1896)
- Serenata para piano, violín y cello, op. 50 (1895)
- Danse Hongroise para violonchelo y piano, op. 51
- Chanson Slave en sol mayor para violín y piano, op. 53 (último 1894)
- Berceuse en mi mayor para violín y piano, op. 59 (última de 1906)
- La gondoliera en La mayor para violín y piano, op. 60 (1896)
- Suite en la menor para violín y piano, op. 62 (1897)
- Sonata en mi menor para violonchelo y piano, op. 66 (último 1899)
- Preludio e Fughetta en sol menor para piano, violín y cello, op. 68 (1900)
- Berceuse en fa sostenido mayor para violín (o flauta) y piano, op. 69 (no más tarde de 1900)
- Colibri en fa mayor para flauta y violín, op. 72
- Trío para piano en re menor, op. 78 (último 1895)
- Poème romantique en La bemol mayor para 3 violines y piano, op. 86

### Música para piano
- 3 Piezas de salón para piano, op. 24
- Humoresques nr 1-3 para piano, op. 26 (1889)
- Sonata para piano en mi bemol mayor, op. 27 (a más tardar en 1893)
- Minueto en sol mayor para piano, op. 48
- Feu Follet, Concierto poético en la bemol mayor para piano, op. 49 (la última en 1877)
- Deux Études de Concert para piano, op. 52 (último 1885)
- Seis Morceaux para piano, op. 57 (1896)
- Concierto para piano en mi menor para 2 pianos

### Obras corales
- Balada para voz solista, coro mixto y orquesta, op. 19 (1887)
- Salmo 146 de David para coro mixto y órgano, op. 29, al texto de los Salmos
- Deux Choeurs para voces femeninas y piano, op. 30
- "Edelweiss" con texto de Carl Snoilsky
- "Le papillion et la rose" con texto de Victor Hugo
- Tres coros, op. 31 (1890)
- "La mariposa y la rosa" para coro femenino a cappella con texto del compositor
- "Viento, que me acaricia" para coro femenino a cappella con texto de Johan Ludvig Runeberg
- "Zuleimas sång" para soprano solista y coro masculino a cappella sobre un texto de Johan Nybom
- Stabat Mater para voces solistas, coro mixto y órgano, op. 45 (1890)
- Coro para voces femeninas para coro de señoras y piano
- "Edelweiss" con texto de Carl Snoilsky
- "Det vet ingen" a texto de Zacharias Topelius

### Música vocal
Canciones para piano con violín obbligato, op. 20
- "¿Quién te ha guiado hasta aquí?" con palabras de Johan Ludvig Runeberg
- "Om min tanke långt från gruset" con palabras de Carl David af Wirsén
- Lamento de Trasten para voz y piano sobre un texto del rey Oscar II, op. 34 (1889)
- Les cloches du Monastère, balada para soprano y piano u orquesta con texto de Eric Bögh, op. 35
- Cuatro canciones para piano, op. 36 (1888)

"Sueño, sueño ola azul" con palabras de Fjalar
- "Un sueño" con texto de Fjalar
- "Morgonstråle" con texto de Zacharias Topelius
- "Una vez, y nunca más"

Dúos Trenne para voces femeninas y piano, op. 39 (1889)
- "Qué hermoso entre las nubes de Oriente" a texto de. Johan Ludvig Runeberg
- "Evening Song" con letra de Johan Nyblom
- "Visa från Mora" con palabras del Rey Oscar II

Ave María para voz y órgano o piano, op. 41 (1894)
Blå grottan, dúo para soprano y tenor al piano sobre un texto de Carl Snoilsky, op. 43
Tres canciones para voz y piano, op. 44 (1890s)
- "Lied" con texto de Emanuel Geibel
- "Wunsch" a texto de Robert Reinick
- "Grüss" con texto de Heinrich Heine

Cuatro canciones para mezzosoprano o barítono y piano, op. 46 (1878)
- "Rappelle-toi" con palabras de Alfred de Musset
- "¡Malgré-moi!" con palabras de Jules Barbier
- "¡Rêve encore!" con letra de Victor Hugo
- "¡Je pense à toi!" con letra de Jules Barbier

Tres canciones al piano, op. 47
- "En la noche" con palabras de Viktor Rydberg
- "Es un vértigo ardiente en el aroma de las rosas" (letrista desconocido)
- "Madrigal" con texto de Armand Sylvestre

Voici la brise para voz y piano con texto de Zari, op. 55 (1895?)
Riddaren drager till Hove para voz y piano u orquesta, op. 56
Sehnsucht, canción para alto o barítono y piano, op. 63
Kennst du am Rhein die Glocken, canción para contralto o barítono sobre un texto de Carmen Sylva, op. 75
Flaggan opp!, in memoriam Konung Oscar II, para voz y piano, op. 85 (1907?)
Mariposa para voz y piano, sobre un texto de Elias Sehlstedt (1884)
Kyrkoaria con acompañamiento para órgano o piano al texto del Stabat mater (1884)
Tres canciones para piano (1884)
- "Lofsång" con texto de Esaias Tegnér
- "Chant du rossignol" (texto de autor desconocido)
- "Stilla, mitt hjerta" con texto de Bernhard Elis Malmström

Tvenne Trior para voces femeninas con acompañamiento de piano (1884)
- "Trío" a texto de. Johan Ludvig Runeberg
- "Barcarolle" (texto de autor desconocido)

La flor para voz y piano con texto de Bernhard Elis Malmström (1887)
Morgonen para voz y piano con texto de Johan Ludvig Runeberg (1891)
A Child's Evening Prayer para voz y piano con letra de Carl Wilhelm Böttiger (1898)

## Premios y reconocimientos
- Savon Music Society ha emprendido un proyecto para publicar obras de Laura Netzel y otras compositoras desconocidas. En agosto de 2021 organizaron un Laura Netzel Music Festival en Rantasalmi donde se interpretaron sus canciones, piezas instrumentales y obras orquestales en una serie de conciertos. Las actuaciones incluyeron Sonata para piano en mi bemol mayor, Balada para soprano y orquesta (Op. 35, estreno mundial) y Concierto para piano en Mi menor. El concierto para piano se estrenó en el Mikkeli Music Festival en 2020.